# Liste der Baudenkmäler in Paffendorf
Die Liste der Baudenkmäler in Paffendorf enthält die denkmalgeschützten Bauwerke auf dem Gebiet von Bergheim-Paffendorf in Nordrhein-Westfalen (Stand: April 2010). Diese Baudenkmäler sind in der Denkmalliste der Stadt Bergheim eingetragen; Grundlage für die Aufnahme ist das Denkmalschutzgesetz Nordrhein-Westfalen (DSchG NRW).

| Bild                                            | Bezeichnung                                                                                  | Lage                                  | Beschreibung | Bauzeit                    | Denkmal- nummer | Eintragung Aktenzeichen                          |
| ----------------------------------------------- | -------------------------------------------------------------------------------------------- | ------------------------------------- | --- | -------------------------- | --------------- | ------------------------------------------------ |
| weitere Bilder                                  | Hagelkreuz Richtung Desdorf                                                                  | Lage                                  | Zwischen Desdorf u. Paffendorf, Bergheim-Paffendorf: Bossiertes Podest, darauf bossierter Sockel, darüber Aufsatz mit Relief und Inschrift, darüber keltisches Kreuz, etwa 2 m hoch, Sandstein; Inschrift: „Heiliger Gott, gerechter Gott, starker Gott, habe Erbarmen mit mir und der ganzen Welt:“; neben dem Kreuz als Schutzbäume 2 Ulmen; das Kreuz ist durch einen kleinen pappelbestandenen Weg zugänglich. |                            | 110             | 26. Juni 1992 AZ: 155                            |
| weitere Bilder                                  | Schloss Paffendorf                                                                           | Lage                                  | Wasserburg Schloss Paffendorf einschl. Wegekreuz an der Brücke zum Schloßpark, des Pavillons, des Eiskellers sowie die jenseits der Erft gelegenen Brückenpylone. Der Neubau der zweiteiligen Wasserburg aus Backstein ist für die Jahre 1531–1546 datiert. Das dreiflügelige Herrenhaus steht auf einer eigenen Insel. Die Flügel der Burganlage sind im spitzen Winkel um einen Innenhof gruppiert, mit 2 runden äußeren Ecktürmen an der Nord- und Ostseite. Die Vorburg, ebenfalls dreiflügelig wurde in den Jahren 1745/1757 über einem älteren Vorgängerbau neu errichtet.                                             | 1531–1546                  | 47              | 3. Okt. 1989 AZ: 103                             |
| weitere Bilder                                  | Jüdischer Friedhof                                                                           | Lage                                  | Der Jüdische Friedhof Paffendorf liegt außerhalb des Ortes, unmittelbar neben der K 41 zwischen Bergheim und Paffendorf. Der Friedhof wurde in der Mitte des vorigen Jahrhunderts angelegt. Ob ein älterer Beerdigungsplatz existierte, ist nicht mehr feststellbar. Heute befinden sich noch 14 Grabkreuze auf dem Friedhof. Diese stammen aus den Jahren 1823, 1900, 1898, 1897, 1887, 1886, 1874, 1870 und 1864, dazu 4 Grabsteine, deren Datierung nicht mehr lesbar ist. |                            | 42              | 13. Juli 1989 AZ: 101                            |
| weitere Bilder                                  | katholische Pfarrkirche St. Pankratius                                                       | Lage                                  | Umbauten 15. Jh. und um 1860, 3-schiffige, 3-jochige, kreuzgratgewölbte Hallenkirche mit Vorjoch und 5/8-Schluss aus spätgotischer Zeit mit vorgesetztem romanischen Westturm. | 11./12. Jahrhundert        | 35              | 23. März 1989 AZ: 92                             |
| katholische Pfarrkirche St. Pankratius/Kirchhof | katholische Pfarrkirche St. Pankratius/Kirchhof                                              | Lage                                  | Kirchhof mit einer Reihe alter Grabsteine |                            | 123             | 1. Sep. 1992 AZ: 201                             |
| Bild gesucht BW                                 | Wegekreuz                                                                                    | Glescher Straße/Ecke Schmitteweg Lage | Stark verwittertes Wegekreuz; hochrechteckiger Sockel mit Resten einer Wappenkartusche, darüber Aufsatz mit spitzbogiger Nische, darin reliefierte Leidenssymbole, darüber neueres Kreuz; der Aufbau insgesamt etwa 3,5 m hoch, Material Sandstein; im Sockel neu eingeritzt: „Glaube, Hoffnung, Liebe“. | Mitte 19. Jahrhundert      | 78              | 13. Juni 1991 AZ: 152                            |
| weitere Bilder                                  |                                                                                              | Glescher Straße 7 Lage                | 2-geschossiges, 5-achsiges Backsteinwohnhaus, traufständig zur Glescher Straße, einseitig Anschlussbebauung, an der zweiten Seite Backsteinmauer, die der abknickenden Straßenlinie folgt. Fenster leicht stichbogig, Werksteinsohlbänke, überhöhter rechteckiger Mitteleingang mit Werksteingewände, Oberlicht, originalem Türblatt und vorgelagerter Freitreppe; freiliegender Giebel mit nur einem Fenster; im abgesetzten Sockel liegende Rechteckkellerfenster mit Werksteinrahmen. | Mitte 19. Jahrhundert      | 69              | 3. Jan. 1991 AZ: 138                             |
| Bild gesucht BW                                 | Gebäude auf dem gleichen Grundstück wie Glescher Straße 31 (Fachwerkhaus Glescher Straße 29) | Lage                                  | eingeschossiges Fachwerkhaus mit integriertem Wirtschaftsteil, traufständig zur Straße liegend; hoher, abgesetzter, massiver und verputzter Sockel, dessen Kellerfenster einen tiefen, tonnengewölbten Keller beleuchten; hochrechteckiger Eingang mit Inschriftfeld oberhalb des Sturzes und originalem Türblatt; hochrechteckige Fenster zu Seiten der kräftigen Ständer, Ziegelausfachung; die Durchfahrt hat einen originalen Holzsturz, seitlich schließt ein neueres Backsteinwirtschaftsgebäude an, das an der zur Durchfahrt gewandten Seite ebenfalls Fachwerk aufweist.                                            | 1726                       | 119             | 1. Sep. 1992 AZ: 170                             |
|                                                 |                                                                                              | Meßweg 1 (Glescher Straße 35) Lage    | 2-geschossiges verputztes Backsteingebäude mit abgesetztem, verputztem Sockel und Mansardedach; Schauseite zum Meßweg gewandt, diese 4-achsig, durch Lisenen gegliedert, Fenster leicht stichbogig, Eingang in der 2. Achse; die beiden vorderen Fensterachsen sind zugesetzt (evtl. ursprünglich als Scheinfenster angelegt, da ihre Gewände im Unterschied zu den übrigen Öffnungen nicht gefalzt sind); Straßenseite mit jeweils 3 Öffnungen in jedem Geschoss, zwischen den OG-Fenstern als Reste der Zugankerdatierung eine 1 und 8, rückseitig neuere Anbauten, Dachfenster.                                           | Um 1800                    | 66              | 3. Jan. 1991 AZ: 140                             |
|                                                 |                                                                                              | Glescher Straße 38 Lage               | 2-geschossiges, ländliches Wohnhaus aus Backstein, traufständig zur Straße liegend, mit auffallend niedrigem, abgesetztem, verputztem Sockel, in dem beidseitig vom Eingang die Kellerfenster freiliegen; Straßenfassade 5-achsig, hochrechteckiger Mitteleingang mit Werksteingewände; die Fenster leicht stichbogig mit Werksteinsohlbänken, gestufte Traufzone; | Um 1860                    | 81              | 13. Juni 1991 AZ: 142                            |
|                                                 |                                                                                              | Glescher Straße 39 Lage               | Kleines landwirtschaftliches Anwesen, Wohnhaus zweigeschossig, verputzt traufständig zur Straße eine Seite des Gevierts einnehmend; gegliedert durch 6 Fensterachsen, der stichbogige Eingang mit Werksteingewände, Keilstein, Oberlicht, originalem Türblatt und vorgelagerter neuer Freitreppe in der 3. Achse; seitlich die sich über 2 Achsen erstreckende Durchfahrt in den Hof. | 1827                       | 68              | 3. Jan. 1991 AZ: 143                             |
| weitere Bilder                                  |                                                                                              | Glescher Straße 43 Lage               | zweigeschossiges, verputztes Wohnhaus, traufständig zur Straße liegend, mit sehr hohem, abgesetztem Sockel, darin die Kellerfenster freiliegend; Wohnteil vierachsig, hochrechteckiger Eingang mit Türblatt von um 1900 und vorgelagerter Freitreppe in der 2. Achse, Fenster einfach eingeschnitten und leicht stichbogig, Werksteinsohlbänke, zum Nachbarhaus Nr. 45 gewandt schließt ein zweiachsiger Teil an, dessen EG von der großen, korbbogigen Einfahrt eingenommen wird; | 1829                       | 67              | 3. Jan. 1991 AZ: 144                             |
|                                                 |                                                                                              | Glescher Straße 48 Lage               | eingeschossiges, ländliches Wohnhaus aus Backstein, traufständig zur Straße liegend, mit integriertem Wirtschaftsteil; Wohnteil dreiachsig, seitlicher eingezogener Eingang, über der Traufe zweiachsiges Zwerchhaus mit Treppenfries, Fenster einfach eingeschnitten, stichbogig mit Backsteinsohlbänken; seitlich anschließender Wirtschaftstrakt mit korbbogiger Durchfahrt und einem seitlichen, stichbogigen Fenster, Telleranker im Sturz der Durchfahrt; Traufzone gestuft, Zahnschnitt und hochgestellt vermauerte Backsteine, abgesetzter, verputzter Sockel mit einseitig freiliegenden Kellerfenstern, Dachgaube. | Um 1900                    | 82              | 13. Juni 1991 AZ: 145                            |
|                                                 |                                                                                              | Glescher Straße 49 Lage               | Kleines, landwirtschaftliches Anwesen, Wohnhaus traufständig zur Straße liegend, mit seitlich anschließendem niederen Wirtschaftstrakt, darin die große, korbbogige Einfahrt; Wohnteil fünfachsig, mit abgesetztem Sockel, darin die Kellerfenster freiliegend; stichbogiger, weit eingezogener Mitteleingang mit Oberlicht, beidseitig 2 Achsen stichbogiger, einfach eingeschnittener Fenster mit Sandsteinsohlbänken und diamantierten Keilsteinen aus Sandstein; | Um 1890                    | 73              | 27. März 1991 AZ: 146                            |
|                                                 |                                                                                              | Glescher Straße 54 Lage               | Bei dem Gebäude handelt es sich um das 1855 errichtete, unmittelbar neben der Kirche gelegene Pfarrhaus. Es liegt weit aus der Fluchtlinie heraus und wurde auf nahezu quadratischem Grundriss erbaut. Der straßenseitige Giebel wird durch 5 Achsen symmetrisch gegliedert. Eine zweiläufige Freitreppe führt zu einem hochrechteckigen Mitteleingang mit profiliertem Werksteingewände. Die Fenster mit Werksteinsohlbänken sind hochrechteckig und einfach eingeschnitten, an beiden Enden befinden sich Blendrahmen aus Sandstein mit reliefierter Konsole.                                                              | 1855                       | 33              | 16. März 1989 AZ: 93                             |
|                                                 |                                                                                              | Glescher Straße 55 Lage               | Verlängerungstrakt Ende 19. Jh.; ein eingeschossiges, völlig verputztes, giebelständig zur Straße liegendes Fachwerkhaus wurde Ende des 19. Jh. an der Rückseite um einen zweigeschossigen Trakt aus teilweise Backstein, teilweise Fachwerk verlängert und wiederum in jüngster Zeit um ein Backsteinwohnhaus ergänzt; | im Kern evtl. Ende 18. Jh. | 92              | 29. Jan. 1992 AZ: 147                            |
|                                                 |                                                                                              | Glescher Straße 59 Lage               | zweigeschossiges, traufständig zur Straße liegendes Backsteingebäude, etwas weiter aus der Fluchtlinie der übrigen Bebauung zurückliegend, der dadurch entstandene Vorgarten mit originaler Backsteineinfriedung; Fassade mit 5 Achsen stichbogiger Öffnungen, Eingang seitlich mit Oberlicht, originalem Türblatt und vorgelagerter Freitreppe, Fenster einfach eingeschnitten mit Werksteinsohlbänken und in beiden Geschossen durch ein Sohlbankgesims miteinander verbunden | Um 1880                    | 56              | 12. Jan. 1990 AZ: 87                             |
|                                                 |                                                                                              | Glescher Straße 67 Lage               | eingeschossiges Backsteinwohnhaus mit integriertem Wirtschaftsteil, traufständig zur Straße eine Seite des Gevierts eines kleinen landw. Anwesens einnehmend | Um 1870                    | 93              | 30. Jan. 1992 AZ: 148                            |
|                                                 |                                                                                              | Glescher Straße 69 Lage               | kleines, landwirtschaftliches Anwesen, Wohnhaus in Ecklage, eingeschossig, aus einem giebelständigen und seitlich anschließenden, traufständigen Teil bestehend; die Trauflänge des Wohnhauses hat nur eine Raumtiefe, daran anschließend ein höherer, massiverer, neuerer Teil; der sehr hohe Sockel ist straßenseitig massiv und verputzt, die hochrechteckigen Fenster haben gefalzte Holzrahmen, im EG zusätzliche Schlagläden, im Giebeldreieck als Zwillingsfenster beidseitig des Ständers angeordnet; | Um 1800                    | 80              | 12. Juni 1991 AZ: 149                            |
|                                                 |                                                                                              | Glescher Straße 80 Lage               | Das landwirtschaftliche Anwesen mit beidseitig anschließender Bebauung stammt im Kern aus dem Ende des 18. Jahrhunderts. Das Wohnhaus ist zweigeschossig und liegt giebelständig zur Straße. Die Backsteinfassade ist dreiachsig mit seitlichem stichbogigen Eingang. Das Türblatt stammt aus der Zeit um 1930. | 18. Jahrhundert            | 100             | 6. März 1992 AZ: 151                             |
| weitere Bilder                                  | Bildstock                                                                                    | Holzgasse/Ecke Heckenstraße Lage      | Backsteinbildstock auf rechteckigem Grundriss, übergiebelt, spitzbogige Nische, darin neue, sehr kleine Marienfigur aus Porzellan, Vergitterung aus jüngerer Zeit; Gliederung der Außenflächen durch ornamental gestaltete Wandfelder; teilweise als Kreuze, schwach eingetieft und mit gelbem Ziegelmaterial ausgefüllt. Der Bildstock wurde im Jahr 2005 restauriert. | Ende 19. Jh.               | 242             | 18. Sep. 1996 AZ: 156                            |
| Bild gesucht BW                                 |                                                                                              | Königsstraße 12 Lage                  | Kleines landw. Anwesen, Wohnhaus traufständig zur Straße liegend, Backstein, 5-achsig, mit abgesetztem Sockel, in dem links vom Eingang die Kellerfenster freiliegen; weit eingezogener, stichbogiger Eingang mit vorgelagerter Freitreppe, Fenster ebenfalls stichbogig mit Werksteinsohlbänken, gestufte Traufzone; seitlich eingeschossiger Wirtschaftstrakt mit großer, korbbogiger Einfahrt; die ehemals vorhandenen Wirtschaftsgebäude an der Rückseite nur noch teilweise erhalten. | Um 1870                    | 198             | 19. Juli 1995 AZ: 154                            |
| weitere Bilder                                  | Paffendorfer Mühle                                                                           | Mühlenwehr 23 Lage                    | Die Mühlenanlage, bestehend aus einem gegen 1835 errichteten zur Straße giebelständigen zweigeschossigen Backsteinwohnhaus mit seitlicher Toreinfahrt und rückwärtigem, gegen Ende des 19. Jahrhunderts neu errichteten Mühlentrakt, mit Teilen der technischen Ausstattung ist Zeugnis der Geschichte Paffendorfs. | 1835                       | 27              | 14. Nov. 1988 (Ergänzung am 31. Mai 2007) AZ: 31 |
| Wiedenfelder Höhe, Gedenkkreuz am Ortsausgang   | Wiedenfelder Höhe, Gedenkkreuz am Ortsausgang                                                | Lage                                  | Wiederverwendung eines schmiedeeisernen Kreuzes von um 1910; mit geschweifter Verdachung, Strahlenkranz und Korpus; am Kreuzesfuß kupferne Inschrifttafel, darauf: „Zur Erinnerung an das Holtroper Kreuz, Heimatfreunde Niederaußem-Auenheim 1984“. | 1910                       | 232             | 9. Juli 1996 AZ: 157                             |
| Kriegerdenkmal vor der katholischen Pfarrkirche | Kriegerdenkmal vor der katholischen Pfarrkirche                                              | Lage                                  | Kriegerdenkmal für die Gefallenen des Ersten und Zweiten Weltkrieges, um 1920; in einem Eisenzaun umfriedetes Areal, dreiteiliger Aufbau mit den Namen der Gefallenen, Mittelteil überhöht, mit Rechtecknische und Metallrelief (sterbender Krieger mit Schutzengel) Material Muschelkalk mit Marmorplatten, Herkunftsbezeichnung: „K. Schmitz Wiedermann Süchteln“; | Um 1920                    | 104             | 26. Mai 1992 AZ: 202                             |